# Óscar Ortega (Fußballspieler)
Óscar Horacio Ortega Magliano (* 3. Mai 1990 in Berabevú) ist ein argentinischer Fußballspieler.

## Karriere
Óscar Ortega begann seine Karriere 2008 in seiner Heimat bei 9 de Julio Berabevú und wechselte 2012 nach Chile zu Santiago Morning, wo sein Landsmann Ricardo Lunari Trainer war. Bevor er nach Chile kam, hatte er in der Verkehrszeichen-Produktion gearbeitet. Bei Santiago Morning in der Primera B wurde er Stammspieler und erzielte regelmäßig Tore. Mit Ausnahme der Leihe zu Unión Temuco und Deportes Temuco in seiner Anfangszeit in Chile sowie der Leihe 2020 zu Ñublense, mit denen er Zweitligameister wurde, blieb er seinem Klub bis 2024 treu. Zur Saison 2025 wechselte der Offensivakteur zu CD Huachipato in die Primera División.

## Erfolge
Ñublense
- Chilenischer Zweitligameister: 2020